# Salix eriocephala
Salix eriocephala — вид квіткових рослин із родини вербових (Salicaceae).

## Морфологічна характеристика
Це листопадний кущ чи невелике дерево до 16 метрів заввишки. Іноді утворює клони дробленням стебла. Гілки (іноді дуже крихкі біля основи), червоно-коричневі, не сизі, голі чи майже так; гілочки від жовто-коричневих до червоно-коричневих, волосисті, помірно або густо оксамитові, запушені чи ворсинчасті. Листки ніжки 3–18 мм; найбільша листкова пластина вузько видовжена, дуже вузько-еліптична чи обернено-яйцеподібна; краї плоскі, зубчасті чи дрібно зубчасті; верхівка від гострої до загостреної; абаксіальна (низ) поверхня густо-сиза, гола, запушена, рідко запушена або коротко-шовковиста; абаксіальна — дуже блискуча, гола чи рідко ворсинчаста (волоски білі, іноді також залозисті); молода пластинка червонувата чи жовтувато-зелена, гола, волосиста або ворсинчаста абаксіально, волоски білі. Сережки тичинкові квітнуть безпосередньо перед появою листя, маточкові, коли з’являються листя; тичинкові 19–44 × 7–14 мм; маточкові 22–65 × 7–14 мм. Коробочка 3.5–7 мм. 2n = 38.

## Середовище проживання
Канада (Саскачеван, Квебек, о. Принца Едуарда, Онтаріо, Нова Шотландія, о. Ньюфаундленд, Нью-Брансвік, Манітоба) й США (Мериленд, Мен, Кентуккі, Канзас, Айова, Індіана, Іллінойс, Джорджія, Флорида, Округ Колумбія, Делавер, Коннектикут, Алабама, Арканзас, Колорадо, Массачусетс, Мічиган, Міссісіпі, Міссурі, Монтана, Вірджинія, Західна Вірджинія, Вісконсин, Вайомінг, Вермонт, Теннессі, Південна Дакота, Род-Айленд, Пенсільванія, Оклахома, Огайо, Північна Кароліна, Нью-Йорк, Нью-Джерсі, Нью-Гемпшир, Небраска). Населяє галькові чи кам'янисті береги струмків, болотистих полів, у змішаних мезофітних лісах на намиві; 0–1200 метрів.

## Використання
Рослина збирається з дикої природи для місцевого використання як ліки та джерело матеріалів. Його культивують у Європі та Північній Америці для використання в кошиках, використовують для стабілізації ґрунтів і створення захисних смуг, а також вирощують як декоративну рослину.

## Галерея

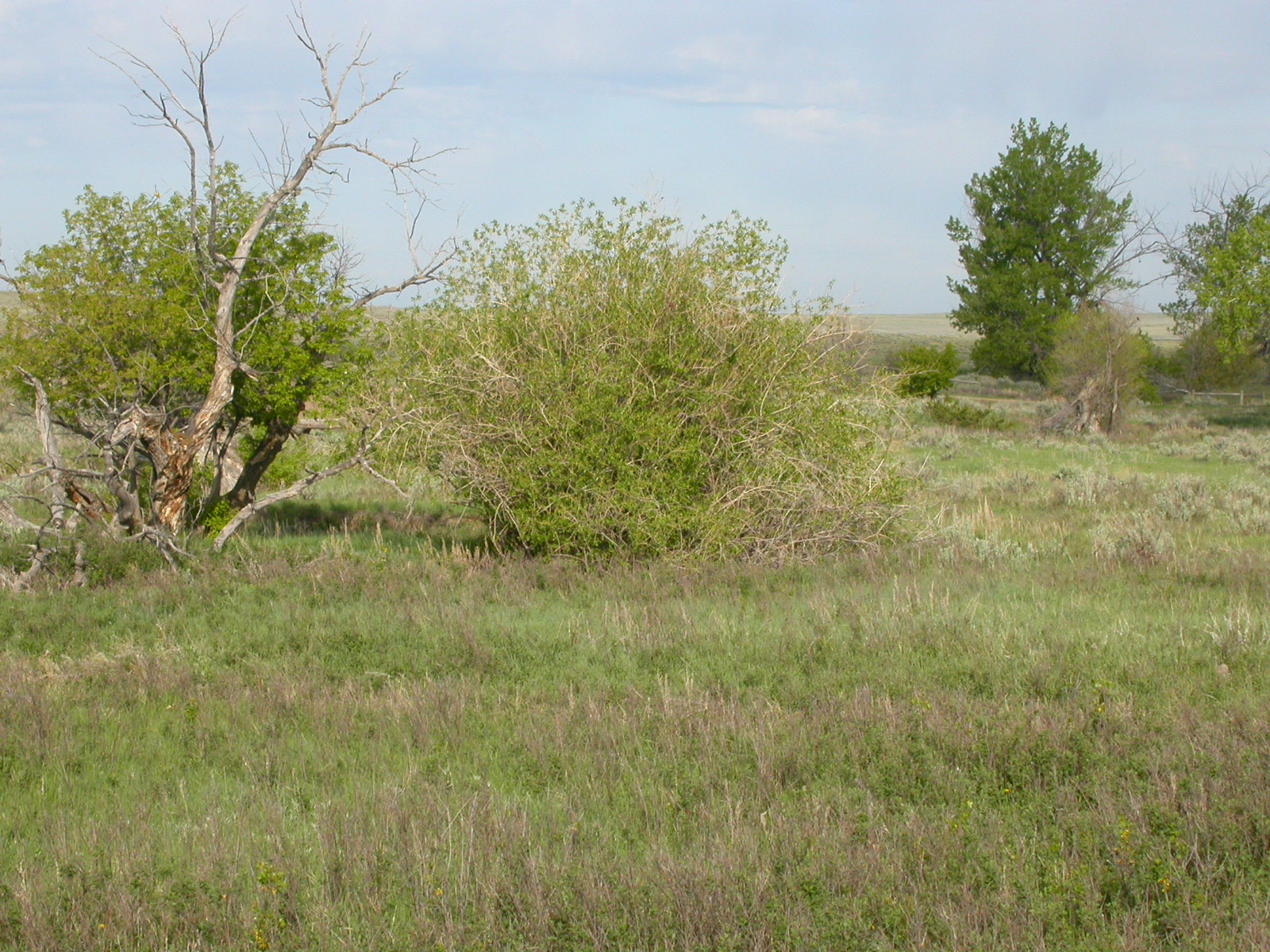
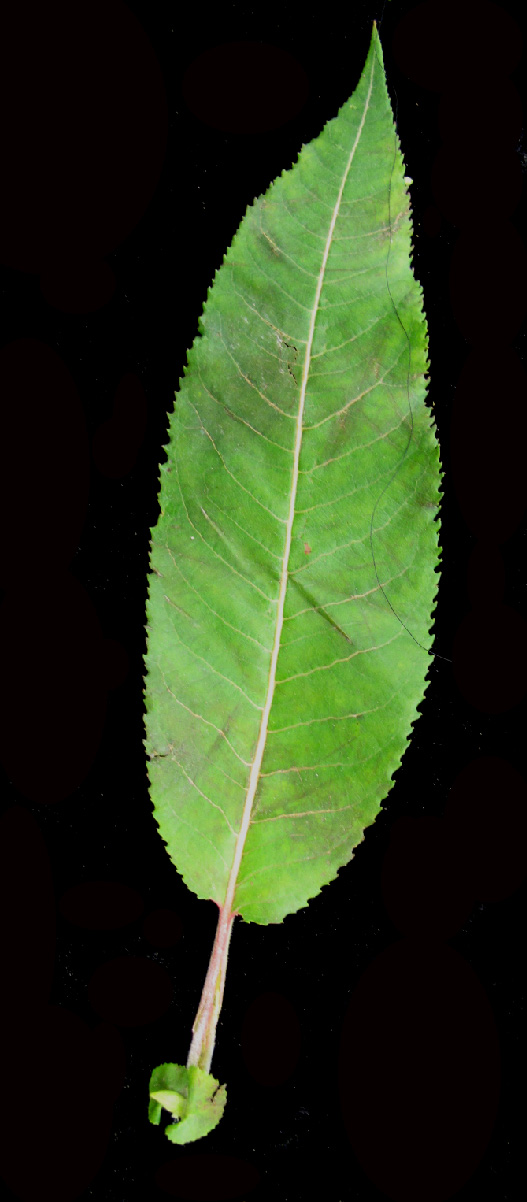
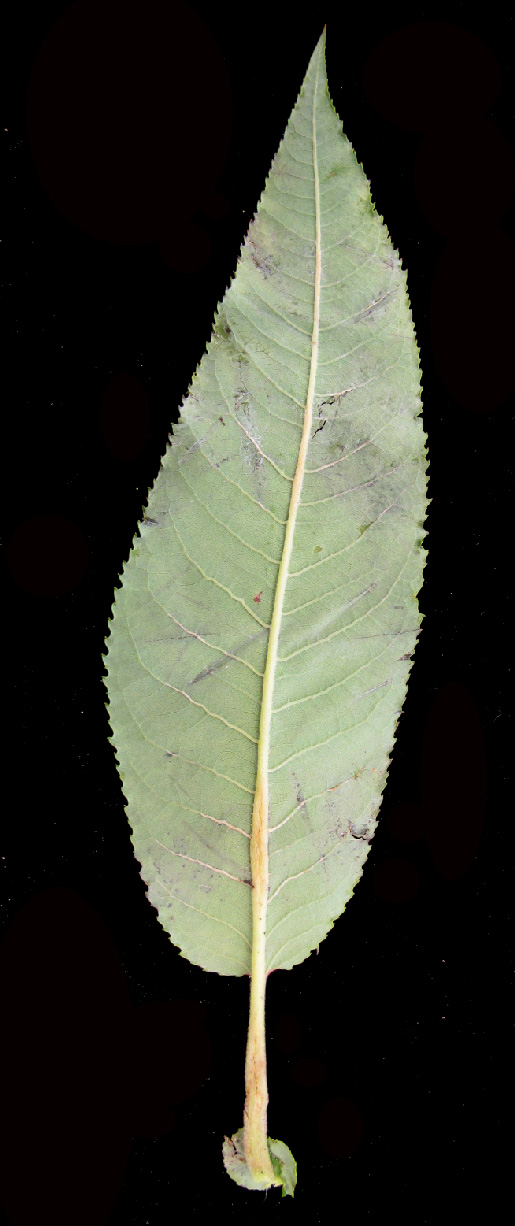
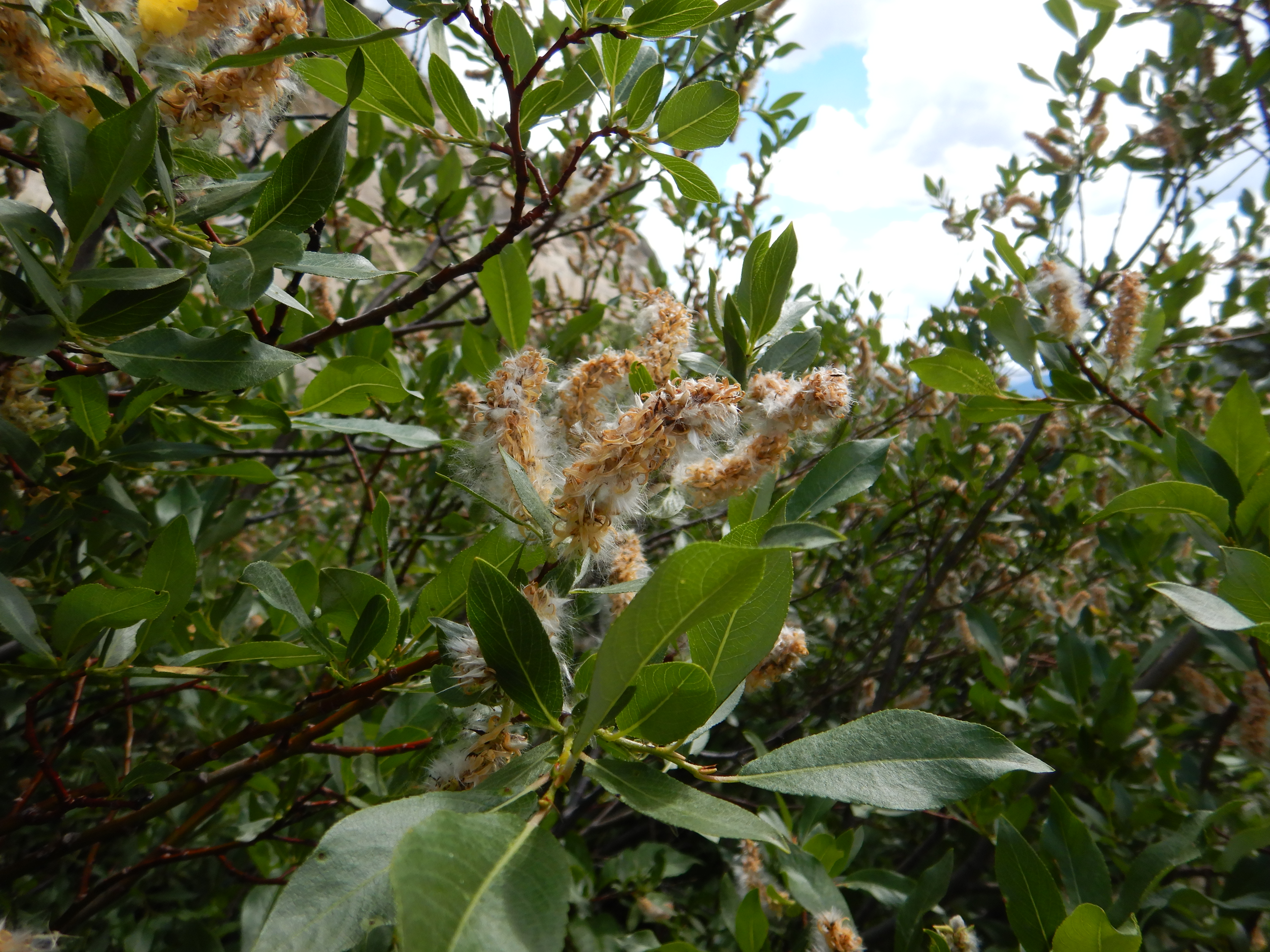
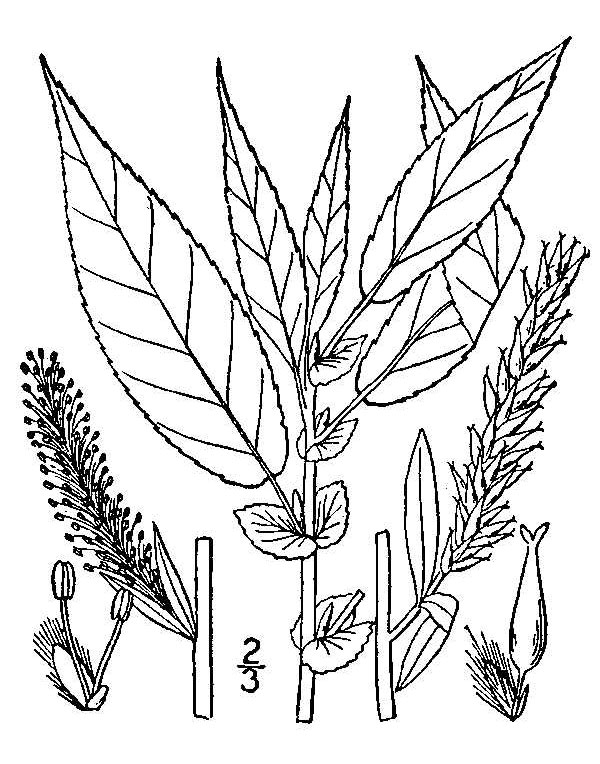